# 沃林根
沃林根是德国巴伐利亚州的一个市镇。总面积17.55平方公里，总人口1895人，其中男性966人，女性929人（2011年12月31日），人口密度108人/平方公里。